# トーリ・ブラック
トーリ・ブラック（Tori Black、1988年8月26日 - ）は、アメリカ合衆国のポルノ女優。ワシントン州シアトル出身。ペントハウス2008年12月号でペントハウス・ペットを務めた。
2020年にXRCO殿堂、2022年にはAVN殿堂入り。

## 私生活
2011年に第一子を出産、2013年には第二子を妊娠。

## 出演作品
- ボディスピード
- 不倫曼荼羅